# 1962
Il 1962 (MCMLXII in numeri romani) è un anno  del XX secolo.

## Eventi
- Tecnologia – La messa in orbita del satellite per comunicazioni Telstar permette trasmissioni televisive dal vivo e telefoniche a lunga distanza.
- Philips presenta alla fine dell'anno la musicassetta.

### Gennaio
- 1º gennaio – le Samoa Occidentali ottengono l'indipendenza dalla Nuova Zelanda.
- 3 gennaio – Papa Giovanni XXIII scomunica Fidel Castro, leader cubano.
- 4 gennaio – a New York entra in funzione un treno che funziona senza manovratore.
- 8 gennaio – nella località olandese di De Putkop, tra Harmelen e Kamerik, si verifica un gravissimo incidente ferroviario, in cui perdono la vita 93 persone.
- 22 gennaio – Cuba viene esclusa dall'Organizzazione degli Stati americani (OSA o OAS).

### Febbraio
- 2 febbraio – per la prima volta in 400 anni Nettuno e Plutone si allineano.
- 10 febbraio - Il pilota americano Francis Gary Powers viene liberato dai sovietici in cambio del colonnello del Kgb Rudol'f Abel detenuto negli Stati Uniti.
- 20 febbraio – John Glenn è il primo statunitense in orbita nello spazio

### Marzo
- 2 marzo – Wilt Chamberlain realizza 100 punti nella partita tra Philadelphia Warriors e New York Knicks.
- 18 marzo
  - Évian (Francia, Alta Savoia): firma dell'accordo tra Repubblica francese e Fronte di Liberazione Nazionale per il riconoscimento dell'indipendenza dell'Algeria.
  - La Francia vince l'Eurovision Song Contest, ospitato a Lussemburgo, Lussemburgo.

### Maggio
- 6 maggio – Italia: Antonio Segni è eletto Presidente della Repubblica Italiana al nono scrutinio
- 31 maggio
  - Viene giustiziato nel carcere Ramleh di Tel Aviv, Adolf Eichmann uno dei principali responsabili della Soluzione finale della questione ebraica nella Seconda guerra mondiale.
  - A Voghera un treno merci proveniente da Milano non rispetta un semaforo rosso e piomba su un treno carico di passeggeri diretto in Liguria che sostava sul terzo binario. Fu il più grave disastro ferroviario italiano del dopoguerra: 63 le vittime.

### Giugno
- 2 giugno – l'Armata Rossa uccide decine di persone durante una manifestazione di protesta nella città sovietica di Novočerkassk in un evento che prenderà il nome di Massacro di Novočerkassk.
- 3 giugno – un Boeing 707-328 diretto ad Atlanta (Georgia, USA) si schianta durante il decollo dall'Aeroporto di Orly a Parigi. Muoiono 130 delle 132 persone a bordo: i due sopravvissuti erano membri dell'equipaggio, seduti nella poppa dell'aereo. Molte delle vittime (121) erano membri dell'"Atlanta Art Association"
- 11 giugno – Frank Morris, John Anglin e Clarence Anglin evadono dalla prigione di Alcatraz; dichiarati affogati nella baia di San Francisco, i loro corpi non vengono più ritrovati.
- 21 giugno – Roma: il Napoli batte 2-1 la SPAL e vince la sua prima Coppa Italia.

### Luglio
- 1º luglio
  - Il Burundi ottiene la piena indipendenza dopo le prime elezioni libere nel paese.
  - Il Ruanda diventa indipendente
  - In Algeria si svolge il referendum per l'indipendenza del paese dalla Francia.

### Agosto
- Stati Uniti: Esce il N.15 della testata Amazing Fantasy, in cui debutta L'Uomo Ragno
- 5 agosto
  - L'attrice Marilyn Monroe viene trovata morta nella sua casa a Brentwood, a Los Angeles, per presunta overdose
  - Sudafrica – Nelson Mandela è arrestato dal governo e incriminato per incitamento alla ribellione.
- 6 agosto – la Giamaica diviene indipendente.
- 16 agosto
  - L'Algeria aderisce alla Lega araba.
  - nascita dei Beatles
- 17 agosto – Muro di Berlino: Peter Fechter viene ucciso per aver provato a passare da Berlino Est a Berlino Ovest
- 21 agosto – Italia: il terremoto dell'Irpinia causa 17 morti e gravi danni nell'entroterra della Campania
- 22 agosto – Francia: attentato fallito ai danni di Charles De Gaulle
- 27 agosto – la NASA lancia la sonda Mariner 2.
- 31 agosto – Trinidad e Tobago diventa indipendente.

### Settembre
- 2 settembre – l'URSS accetta di inviare armi a Cuba.
- 8 settembre – la neo indipendente Algeria adotta una costituzione.
- 11 settembre – Gran Bretagna: i Beatles registrano il loro primo singolo "Love Me Do".
- 12 settembre – USA: il presidente John Fitzgerald Kennedy tiene un discorso alla Rice University, Houston, Texas, in cui conferma che ci sarà un allunaggio da parte degli USA sulla luna entro il decennio in corso: "we choose to go to the moon".
- 18 settembre – Burundi, Giamaica, Ruanda e Trinidad e Tobago vengono ammessi all'ONU.
- 21 settembre – Francia: il governo designa l'atollo di Mururoa come sito per i propri test nucleari.
- 23 settembre – USA: sulla ABC trasmettono il primo episodio de i pronipoti.
- 26 settembre – Yemen: esplode la guerra civile
- 27 settembre – Spagna: un'inondazione a Barcellona uccide più di 440 persone.
- 29 settembre – il Canada lancia il suo primo satellite artificiale, l'Alouette 1.

### Ottobre
- 1º ottobre – USA: James Howard Meredith è il primo nero a iscriversi all'Università del Mississippi.
- 5 ottobre
  - Francia: Georges Pompidou rassegna le dimissioni da Primo Ministro ma De Gaulle le rifiuta.
  - Esce in Inghilterra il primo singolo a 45 giri dei Beatles.
  - Esce in Inghilterra il primo film della serie dell'Agente 007, James Bond.
- 8 ottobre – L'Algeria viene accettata dall'ONU.
- 9 ottobre – L'Uganda ottiene l'indipendenza dal Regno Unito.
- 10 ottobre – inizio della Guerra sino-indiana
- 11 ottobre – si apre a Roma il Concilio Ecumenico Vaticano II.
- 16 ottobre – scoppia la Crisi dei missili di Cuba.
- 22 ottobre – Crisi dei missili di Cuba: Kennedy annuncia alla nazione l'esistenza di una base missilistica sovietica a Cuba.
- 27 ottobre – in circostanze misteriose precipita a Bascapè (PV) l'aereo di Enrico Mattei.
- 28 ottobre
  - Fine della Crisi dei missili di Cuba: il leader sovietico Nikita Krushchev annuncia di aver ordinato la rimozione della base missilistica a Cuba. In un accordo segreto anche Kennedy accetta di smantellare una base americana in Turchia.
  - Francia: un referendum decreta l'elezione del presidente attraverso il suffragio universale.

### Novembre
- 1º novembre
  - Esce in edicola il primo numero del fumetto Diabolik.
  - I sovietici iniziano a smantellare la loro base a Cuba.
- 5 novembre – rottura delle relazioni diplomatiche tra Arabia Saudita e Egitto anche a causa della espulsione, da parte degli egiziani, di alcuni principi sauditi.
- 6 novembre – Apartheid: l'Assemblea generale delle Nazioni Unite condanna l'Apartheid sudafricana e chiama a raccolta i membri delle Nazioni Unite per instaurare relazioni diplomatiche ed economiche con il Sudafrica.
- 7 novembre – Richard Nixon perde le elezioni in California.
- 20 novembre – Crisi missilistica di Cuba: John Kennedy ordina la rimozione del blocco dell'isola.
- 21 novembre – fine della guerra sino-indiana con un cessate il fuoco cinese.
- 27 novembre – Francia: il presidente Charles De Gaulle ordina a Georges Pompidou di formare il governo.
- 29 novembre – viene firmato un accordo tra Francia e Inghilterra per lo sviluppo di un aereo capace di viaggiare a velocità supersonica, il Concorde.
- 30 novembre
  - l'Assemblea generale delle Nazioni Unite elegge U Thant, un diplomatico birmano, come nuovo segretario generale.
  - Viene lanciata nello spazio la prima sonda diretta verso Marte, ma la missione russa "Mars 1" sarà un fallimento: la sonda si perde a 106 milioni di chilometri dalla Terra.
  - Nasce il Premio Campiello

### Dicembre
- 6 dicembre – Con la legge n. 1643 viene istituita l'Enel.
- 16 dicembre – Alcatraz: i detenuti Darl Parker e John Paul Scott evadono dal penitenziario al largo di San Francisco; Parker viene quasi subito ripreso, Scott viene ritrovato supino sulla spiaggia di San Francisco due ore dopo. La fuga confermò la possibilità di attraversare la baia di San Francisco a nuoto; si riapre il caso di Frank Morris e dei fratelli Anglin evasi 6 mesi prima.
- 26 dicembre – inizia la prima trasmissione delle serie a cartoni animati statunitensi in Italia sulla Tv dei ragazzi.
- 27 dicembre – diviene critico il primo reattore nucleare commerciale Italiano, quello di Latina.

## Nati
Ci sono circa 3 800 voci su persone nate nel 1962; vedi la pagina Nati nel 1962 per un elenco descrittivo o la categoria Nati nel 1962 per un indice alfabetico.

## Morti
Ci sono circa 980 voci su persone morte nel 1962; vedi la pagina Morti nel 1962 per un elenco descrittivo o la categoria Morti nel 1962 per un indice alfabetico.

## Calendario
| Calendario 1962 | Calendario 1962 | Calendario 1962 | Calendario 1962 | Calendario 1962 | Calendario 1962 | Calendario 1962 | Calendario 1962 | Calendario 1962 | Calendario 1962 | Calendario 1962 | Calendario 1962 | Calendario 1962 | Calendario 1962 | Calendario 1962 | Calendario 1962 | Calendario 1962 | Calendario 1962 | Calendario 1962 | Calendario 1962 | Calendario 1962 | Calendario 1962 | Calendario 1962 | Calendario 1962 | Calendario 1962 | Calendario 1962 | Calendario 1962 | Calendario 1962 | Calendario 1962 | Calendario 1962 | Calendario 1962 | Calendario 1962 | Calendario 1962 |
| --------------- | --------------- | --------------- | --------------- | --------------- | --------------- | --------------- | --------------- | --------------- | --------------- | --------------- | --------------- | --------------- | --------------- | --------------- | --------------- | --------------- | --------------- | --------------- | --------------- | --------------- | --------------- | --------------- | --------------- | --------------- | --------------- | --------------- | --------------- | --------------- | --------------- | --------------- | --------------- | --------------- |
|                 | 1               | 2               | 3               | 4               | 5               | 6               | 7               | 8               | 9               | 10              | 11              | 12              | 13              | 14              | 15              | 16              | 17              | 18              | 19              | 20              | 21              | 22              | 23              | 24              | 25              | 26              | 27              | 28              | 29              | 30              | 31              |                 |
| Gennaio         | Lu              | Ma              | Me              | Gi              | Ve              | Sa              | Do              | Lu              | Ma              | Me              | Gi              | Ve              | Sa              | Do              | Lu              | Ma              | Me              | Gi              | Ve              | Sa              | Do              | Lu              | Ma              | Me              | Gi              | Ve              | Sa              | Do              | Lu              | Ma              | Me              |                 |
| Febbraio        | Gi              | Ve              | Sa              | Do              | Lu              | Ma              | Me              | Gi              | Ve              | Sa              | Do              | Lu              | Ma              | Me              | Gi              | Ve              | Sa              | Do              | Lu              | Ma              | Me              | Gi              | Ve              | Sa              | Do              | Lu              | Ma              | Me              |                 |                 |                 |                 |
| Marzo           | Gi              | Ve              | Sa              | Do              | Lu              | Ma              | Me              | Gi              | Ve              | Sa              | Do              | Lu              | Ma              | Me              | Gi              | Ve              | Sa              | Do              | Lu              | Ma              | Me              | Gi              | Ve              | Sa              | Do              | Lu              | Ma              | Me              | Gi              | Ve              | Sa              |                 |
| Aprile          | Do              | Lu              | Ma              | Me              | Gi              | Ve              | Sa              | Do              | Lu              | Ma              | Me              | Gi              | Ve              | Sa              | Do              | Lu              | Ma              | Me              | Gi              | Ve              | Sa              | Do              | Lu              | Ma              | Me              | Gi              | Ve              | Sa              | Do              | Lu              |                 |                 |
| Maggio          | Ma              | Me              | Gi              | Ve              | Sa              | Do              | Lu              | Ma              | Me              | Gi              | Ve              | Sa              | Do              | Lu              | Ma              | Me              | Gi              | Ve              | Sa              | Do              | Lu              | Ma              | Me              | Gi              | Ve              | Sa              | Do              | Lu              | Ma              | Me              | Gi              |                 |
| Giugno          | Ve              | Sa              | Do              | Lu              | Ma              | Me              | Gi              | Ve              | Sa              | Do              | Lu              | Ma              | Me              | Gi              | Ve              | Sa              | Do              | Lu              | Ma              | Me              | Gi              | Ve              | Sa              | Do              | Lu              | Ma              | Me              | Gi              | Ve              | Sa              |                 |                 |
| Luglio          | Do              | Lu              | Ma              | Me              | Gi              | Ve              | Sa              | Do              | Lu              | Ma              | Me              | Gi              | Ve              | Sa              | Do              | Lu              | Ma              | Me              | Gi              | Ve              | Sa              | Do              | Lu              | Ma              | Me              | Gi              | Ve              | Sa              | Do              | Lu              | Ma              |                 |
| Agosto          | Me              | Gi              | Ve              | Sa              | Do              | Lu              | Ma              | Me              | Gi              | Ve              | Sa              | Do              | Lu              | Ma              | Me              | Gi              | Ve              | Sa              | Do              | Lu              | Ma              | Me              | Gi              | Ve              | Sa              | Do              | Lu              | Ma              | Me              | Gi              | Ve              |                 |
| Settembre       | Sa              | Do              | Lu              | Ma              | Me              | Gi              | Ve              | Sa              | Do              | Lu              | Ma              | Me              | Gi              | Ve              | Sa              | Do              | Lu              | Ma              | Me              | Gi              | Ve              | Sa              | Do              | Lu              | Ma              | Me              | Gi              | Ve              | Sa              | Do              |                 |                 |
| Ottobre         | Lu              | Ma              | Me              | Gi              | Ve              | Sa              | Do              | Lu              | Ma              | Me              | Gi              | Ve              | Sa              | Do              | Lu              | Ma              | Me              | Gi              | Ve              | Sa              | Do              | Lu              | Ma              | Me              | Gi              | Ve              | Sa              | Do              | Lu              | Ma              | Me              |                 |
| Novembre        | Gi              | Ve              | Sa              | Do              | Lu              | Ma              | Me              | Gi              | Ve              | Sa              | Do              | Lu              | Ma              | Me              | Gi              | Ve              | Sa              | Do              | Lu              | Ma              | Me              | Gi              | Ve              | Sa              | Do              | Lu              | Ma              | Me              | Gi              | Ve              |                 |                 |
| Dicembre        | Sa              | Do              | Lu              | Ma              | Me              | Gi              | Ve              | Sa              | Do              | Lu              | Ma              | Me              | Gi              | Ve              | Sa              | Do              | Lu              | Ma              | Me              | Gi              | Ve              | Sa              | Do              | Lu              | Ma              | Me              | Gi              | Ve              | Sa              | Do              | Lu              |                 |

## Premi Nobel
In quest'anno sono stati conferiti i seguenti Premi Nobel:
- per la Pace: Linus Carl Pauling
- per la Letteratura: John Steinbeck
- per la Medicina: Francis Harry Compton Crick, James Dewey Watson, Maurice Hugh Frederick Wilkins
- per la Fisica: Lev Davidovič Landau
- per la Chimica: John Cowdery Kendrew, Max Ferdinand Perutz